# Edgartown
Edgartown è un comune degli Stati Uniti d'America, capoluogo della contea di Dukes nello stato del Massachusetts.
Il comune è ubicato sull'isola di Martha's Vineyard.